# Eugnosta krooni
Eugnosta krooni es una especie de polilla de la tribu Cochylini, familia Tortricidae.
Fue descrita científicamente por Aarvik en 2019.

## Distribución
Se encuentra en Sudáfrica.